# 石榑峠

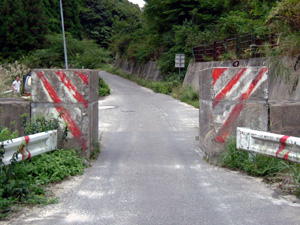
狭隘区間入り口（三重県側）のコンクリートブロック

石榑峠（いしぐれとうげ）は、鈴鹿山脈の三重県いなべ市と滋賀県東近江市との境にある峠。国道421号が通る。標高は690m。

## 概要
峠の前後2kmほどの区間は簡易舗装がなされているものの非常に狭隘な急坂で、2t以上の車は通行止めとなっている。また車幅が2mを超える車も通行できない。狭隘区間の入り口には車幅を制限するためのコンクリートブロックによるゲートがある。冬期は通行止め。鈴鹿山脈の主稜線上にあり、北側の竜ヶ岳から南側の釈迦ヶ岳へと延びる登山道がこの鞍部を通っている。
峠近くの南側にはNTTの無線中継所があったが、撤去された。

## 沿革

### 江勢道路建設と国道昇格
1934年（昭和9年）頃から八風街道を県道から国道に昇格させて改修させようとする動きが積極的になり、戦前に国道となることはなかったが、1939年（昭和14年）11月13日から15日にかけて現在の三重県桑名市と滋賀県近江八幡市の間で県道を開設するための実地踏査によって八風峠より石榑峠に道路を開設するのが望ましいとの見解が明らかにされた。第二次世界大戦後、三重県と滋賀県を結ぶ「江勢道路」の整備が本格的に進められる。1951年（昭和26年）に滋賀県議会で改修工事事業が採択されたころには三重県側で工事が開始していた。滋賀県が策定した林道計画が1962年（昭和37年）に国の採択を受け、はじめは大規模林道として開設されることになった。滋賀県側の建設工事は1964年（昭和39年）に開始し、1970年（昭和45年）7月に完成した。この林道は杠葉尾から八風谷を経て石榑峠に向かうものであり、総延長6908 m、幅員4 mで工費は2億6千万円であった。滋賀県側では竣工直後は林野庁の所轄であったが、1975年（昭和50年）4月から永源寺町道杠葉尾大安線、同年12月には滋賀県道近江八幡員弁線になった。1976年（昭和51年）2月から三重県・滋賀県の関係2市11町によって近江八幡員弁線国道昇格期成同盟会が結成され、1982年（昭和57年）4月から国道421号になった。

### 石榑峠道路の建設
鈴鹿山脈を横断するため県境付近は急峻で道路状況が決して良いとは言えなかった。そこで、国道421号石榑峠道路の建設が1997年（平成9年）12月に決定した。2003年（平成15年）に事業化。2006年（平成18年）5月27日に着工し、2009年（平成21年）1月30日にトンネルの貫通式が行われた。2011年（平成23年）3月26日供用開始。このトンネルにより、所要時間が約30分短縮され、冬期閉鎖や重量車規制が解消された。同区間の現道はトンネル完成前の2008年9月2日の豪雨によって崩落して長期通行止めになり、トンネル開通後に旧道となり市道移管され修復されたが、一部区間は既に廃道となっている。
- 延長 : 4.5km （うちトンネルは4157m）
- 道路構造令 : 第3種第3級
- 設計速度 : 50km/h

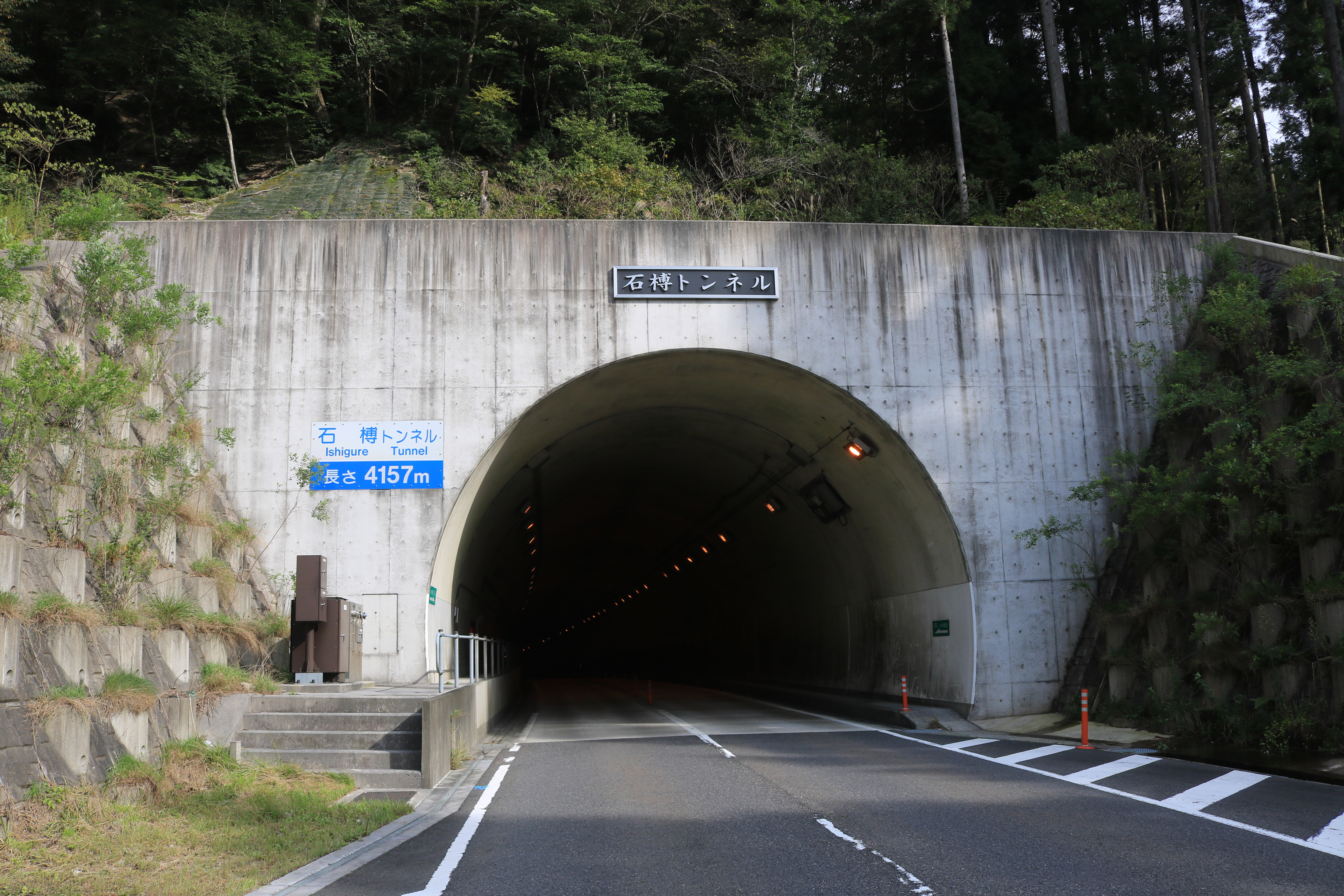
石槫トンネル（滋賀県東近江市黄和田町）

### 未成線の名古屋急行電鉄
石榑峠は名古屋急行電鉄がトンネルを建設する計画があった。また新幹線の計画の前身であった弾丸列車もこの石榑峠を通る予定であったが、結局新幹線は米原を通るルートとなった。